# Стюарт, Джон, граф Атолл
Джон Стюарт (англ. John Stewart, ок. 1440 — 15 сентября 1512), 1-й граф Атолл (с 1457 года) — шотландский барон, один из лидеров борьбы за подчинение шотландского высокогорья. Также был известен как сэр Джон Стюарт из Балвени.

## Биография
Джон Стюарт был старшим сыном Джеймса Стюарта, «Черного рыцаря Лорна» и Джоан Бофорт, вдовы короля Шотландии Якова I.
В период несовершеннолетия короля Якова III, племянника Джона Стюарта, он возглавлял оппозицию правлению Бойдов. После их свержения в 1469 году граф Атолл вошел в состав королевского совета молодого Якова III.
В конце 1470-х годов Атолл активно участвовал в борьбе между горскими кланами за власть над шотландским высокогорьем. Попытки примирения Атоллом враждующих Джона Макдональда, лорда Островов, и его сына Ангуса Ога не только не увенчались успехом, но и спровоцировали вооруженное столкновение горцев: в битве в «Кровавой бухте» в 1481 году Ангус Ог одержал победу ценой гибели огромного числа своих приверженцев. После этого сражения граф Атолл тайно проник во владения Макдональдов, на остров Айлей, и похитил сына Ангуса Ога, трёхлетнего Дональда Дуба, который стал временной гарантией спокойствия в шотландском высокогорье.
К началу 1480-х годов усилилась напряженность в отношениях короля Якова III к своим дядьям, Атоллу и Бьюкену. Когда в 1482 году вспыхнул Лодерский мятеж шотландских баронов против короля, Атолл немедленно примкнул к восставшим. Яков III был арестован и помещён под надзор графа в Эдинбургский замок. Однако плодами заговора воспользовался герцог Олбани, захвативший власть в стране. Вместе с Атоллом он разыграл осаду Эдинбурга: войска «верного королю» герцога Олбани окружили город и граф Атолл был «вынужден» «освободить» короля, передав его в руки герцога. Этот сюжет стал основой для известной шотландской баллады «Лев и мыши».
После реставрации Якова III в 1483 году Атоллу было запрещено приближаться к королю на расстояние, меньше чем 6 миль. Однако уже в 1488 году, во время восстания против Якова III его старшего сына, Джон Стюарт поддержал короля и во главе отрядов горцев принял участие в битве при Сочиберне, закончившейся поражением и смертью Якова III.
Джона Стюарт, 1-й граф Атолл, скончался 15 сентября 1512 года, он был похоронен в Данкелдском кафедральном соборе в Пертшире. Ему наследовал его старший сын от второго брака, Джон Стюарт, 2-й граф Атолл.

## Браки и дети
В 1459 году Джон Стюарт женился на Маргарет Дуглас (ум. около 1474), дочь Арчибальда, 4-го графа Дугласа (1390—1439) и Эфимии Грэм. Дети от первого брака:
- Леди Джанет Стюарт (1461 — 27 октября 1510), замужем за Александром Гордоном, 3-м графом Хантли (ум. 1523/1524)
- Леди Элизабет Стюарт, муж — Эндрю Грей, 2-й лорд Грей (ум. 1513/1514)
- Леди Кристиан Стюарт, муж — Нил Стюарт из Гарта.

В 1475 году Джон Стюарт вторично женился на Элеонор Синклер (ум. 1518), дочери Уильяма Синклера, графа Оркнейского (1405 — до 1480) и Марджори Сазерленд. У них было двое сыновей и девять дочерей:
- Джон Стюарт, 2-й граф Атолл (1478—1521), преемник отца
- Эндрю Стюарт (1485—1542), епископ Кейтнесский (1517—1541)
- Леди Джин (или Джанет) Стюарт, муж с 1507 года Джеймс Арбатнот из Арбатнота
- Леди Кэтрин Стюарт, вышла замуж за сэра Джона Форбса, 6-го лорда Форбса
- Леди Элизабет (Элспет) Стюарт, вышла замуж за сэра Роберта Иннса, 2-го из Иннермарки
- Леди Марджори Стюарт (ум. 1524), муж — сэр Колин Кэмпбелл из Гленорчи (ум. 1523).
- Леди Маргарет Стюарт, вышла замуж за сэра Уильяма Мюррея из Каслтона, который был убит в битве при Флоддене в 1513 году
- Леди Элизабет Стюарт, муж — Александр Робертсон из Стрована
- Леди Элизабет (или Изабель) Стюарт, муж — Джон Стюарт, 3-й граф Леннокс (ок. 1490—1526)
- Леди Джин Стюарт, вышла замуж за Роберта Гордона (ум. 1546)
- Леди Маргарет Стюарт, вышла замуж за Роберта Робертсона Младшего из Стрована.